# Parastrangalis ambigua
Parastrangalis ambigua là một loài bọ cánh cứng trong họ Cerambycidae.